# James Young (regisseur)
James Young (Baltimore, 1 januari 1872 – New York, 9 juni 1948) was een Amerikaans filmregisseur, acteur en scenarioschrijver uit het tijdperk van de stomme film.
Hij begon zijn carrière als succesvol Broadway-acteur en speelde in theaters overal in de Verenigde Staten. Daarnaast was hij de auteur van een opmerkelijk boek uit 1905 over theatrale make-up, genaamd Making up. Young regisseerde tussen 1912 en 1928 meer dan 90 films. Tussen 1909 en 1917 speelde hij ook als acteur in 60 films.
James Young is vier keer getrouwd. Zijn eerste vrouw was librettist Rida Johnson Young, die vaak met Victor Herbert samenwerkte. Zijn tweede vrouw was filmactrice Clara Kimball Young, 18 jaar jonger dan hij, die zijn achternaam behield nadat ze waren gescheiden. Ook zijn derde huwelijk met filmactrice Clara Whipple eindigde in een scheiding. Zijn vierde huwelijk met Julie Valeria Young hield stand tot zijn dood.
James Young stierf in juni 1948 in New York op 76-jarige leeftijd.